# Walter James Sheldon
Walter James Sheldon (Philadelphia (Pennsylvania), 1917. január 9. – 1996. június 9.) amerikai sci-fi-író és krimiszerző.

## Élete
Hosszú időn át Japánban élt, 1967 és 1969 között a Szabad Európa Rádió politikai elemzője volt. Első regénye 1952-ben jelent meg Troubling of a Star címmel. Életműve fantasztikus és krimiregényekből, valamint esszékből áll, ezen esszéket leginkább Japánt érintő témákról, az ország történelméről írta. Több száz novellát és cikket írt különböző folyóiratokba (Cosmopolitan, Coronet, Saturday Review stb.). Az 1968-ban megjelent Ellery Queen: Guess Who’s Coming to Kill You? bűnügyi regény szellemírója.
Magyar nyelven néhány rövidebb novellája olvasható a Galaktikában.

## Válogatott művei
- Troubling of a Star, 1952
- Brink of Madness, 1953
- The Man who Paid His Way, 1955
- Tour of Duty, 1961
- The Blue Kimono Kill, 1965
- The Honorable Conquerors, 1965
- Hell or High Water; MacArthur's Landing at Inchon, 1968
- Tigers in the Rice – The Story of Vietnam from Ancient Past to Uncertain Future, 1969[3]
- The Red Flower, 1971
- Gold Bait, 1973
- The Dunes, 1974
- The Yellow Music Kill, 1974
- Boating Without Going Broke, 1975
- The Beast, 1980
- Rites of Murder: A Bishop Burdock Mystery, 1984[4]

## Fordítás
- Ez a szócikk részben vagy egészben  a   Walter J. Sheldon című francia Wikipédia-szócikk ezen változatának fordításán alapul.  Az eredeti cikk szerkesztőit annak laptörténete sorolja fel. Ez a jelzés csupán a megfogalmazás eredetét és a szerzői jogokat jelzi, nem szolgál a cikkben szereplő információk forrásmegjelöléseként.